# Маноцков, Александр Платонович
Александр Платонович Маноцко́в (род. 3 апреля 1972, Ленинград) — российский композитор и дирижёр, пишущий во многих жанрах и для разнообразных составов, варьирующихся от соло до симфонического оркестра. Автор камерных и симфонических, инструментальных и вокальных сочинений, кантат, ораторий, музыки для хора, вокальных ансамблей, опер, музыкальных перформансов.

## Биография
Сочинения Маноцкова — в репертуаре Московского ансамбля современной музыки, ансамбля Opus Posth Татьяны Гринденко, ансамбля древнерусской духовной музыки «Сирин» Андрея Котова, ансамбля N’Caged Арины Зверевой и др. Автор нескольких опер, в том числе «Гвидон» («Золотая Маска» в 2011 г., номинация «Эксперимент») в театре ШДИ, Haugtussa (Rogaland Teater, Ставангер, Норвегия, 2011), The Four Quartets (E.O’Neill Centre, США, 2012), «Страсти по Никодиму» («Платформа», 2013), «Бойе» (Красноярск, Музей современного искусства, 2013), «Титий Безупречный» (Камерный музыкальный театр им. Покровского, 2015), «Снегурочка» (Новосибирск, театр «Старый дом», 2016), «Requiem, или Детские игры» (2017, хор «Аврора», ММДМ) «Чаадский» (Геликон опера, 2017), «Сны Иакова, или Страшно Место» (Свияжский музей, Казань, 2017). Также работает в области пространственных инсталляций, музыкальных действ site-specific. Как исполнитель (голос, дирижёр, виолончель, контрабас, перкуссия, народные и нетрадиционные инструменты) участвует в разнообразных составах, играющих старинную, современную, импровизационную музыку. Несколько дисков Александра Маноцкова вышли на лейбле Fancymusic. С 2015 года партитуры Маноцкова издаёт голландское издательство Donemus.

## Творчество
Автор камерных и симфонических, инструментальных и вокальных сочинений, кантат, ораторий, опер («Гвидон» на тексты Хармса; «Золотое» по мотивам русских сказок) и др.
Первые работы для театра были написаны в сотрудничестве с режиссёром Андреем Могучим и Формальным Театром («Долгий рождественский обед», "Пьеса Константина Треплева «Люди, львы, орлы и куропатки», «Домашний театр», различные перформансы). Сотрудничество с Андреем Могучим продолжилось в Александринском театре: «Петербург» А. Белого, «Иваны» по Н. В. Гоголю, а также в Варшавском театре драмы — «Борис Годунов» по мотивам пьесы А. С. Пушкина и оперы М. П. Мусоргского.
Сотрудничает с театральными режиссёрами Петром Шерешевским (постановки в Театре им. Комиссаржевской, в театре «Особняк», в театрах Самары, Воронежа, Новосибирска), Кириллом Серебренниковым («Голая пионерка», «Антоний&Клеопатра. Версия» в «Современнике», «Господа Головлёвы» в МХТ им. А. П. Чехова), Антоном Яковлевым («Крейцерова соната» в МХТ им. А. П. Чехова), Александром Огаревым и Олегом Глушковым (опера «Гвидон» по произведениям Даниила Хармса, Школа драматического искусства, 2009).
Преподавал в Школе-студии МХАТ на курсе К.Серебренникова (2008—2012).

## Признание
В 2011 году получил премию им. М. Таривердиева за лучшую музыку к фильму «Мой папа Барышников», др. российские и международные награды.

## Политическая активность
Участвовал в акциях движения Стратегия 31. Побит 6 декабря 2011 года в Москве при разгоне митинга протеста против фальсификации выборов в Госдуму.
31 августа 2014 года задержан за одиночный пикет против войны.
8 марта 2016 года задержан при проведении одиночного пикета в поддержку Надежды Савченко.